# 上野精養軒
上野精養軒（うえのせいようけん）は、東京都台東区の上野恩賜公園内にある老舗西洋料理店で日本におけるフランス料理店の草分け。築地精養軒の後身。明治期には国内外の王侯貴族や名士達が馬車で駆けつけるなど、鹿鳴館時代の華やかな文明開化を象徴する存在であった。夏目漱石や森鷗外の文学作品にも登場する。株式会社精養軒によって運営される。
本店のある上野公園内の博物館などには、系列店を出店している。かつては国鉄の食堂車を運営する業者のひとつで、日本食堂株式会社（NRE）発足時には出資者の一つとなった。

## 沿革

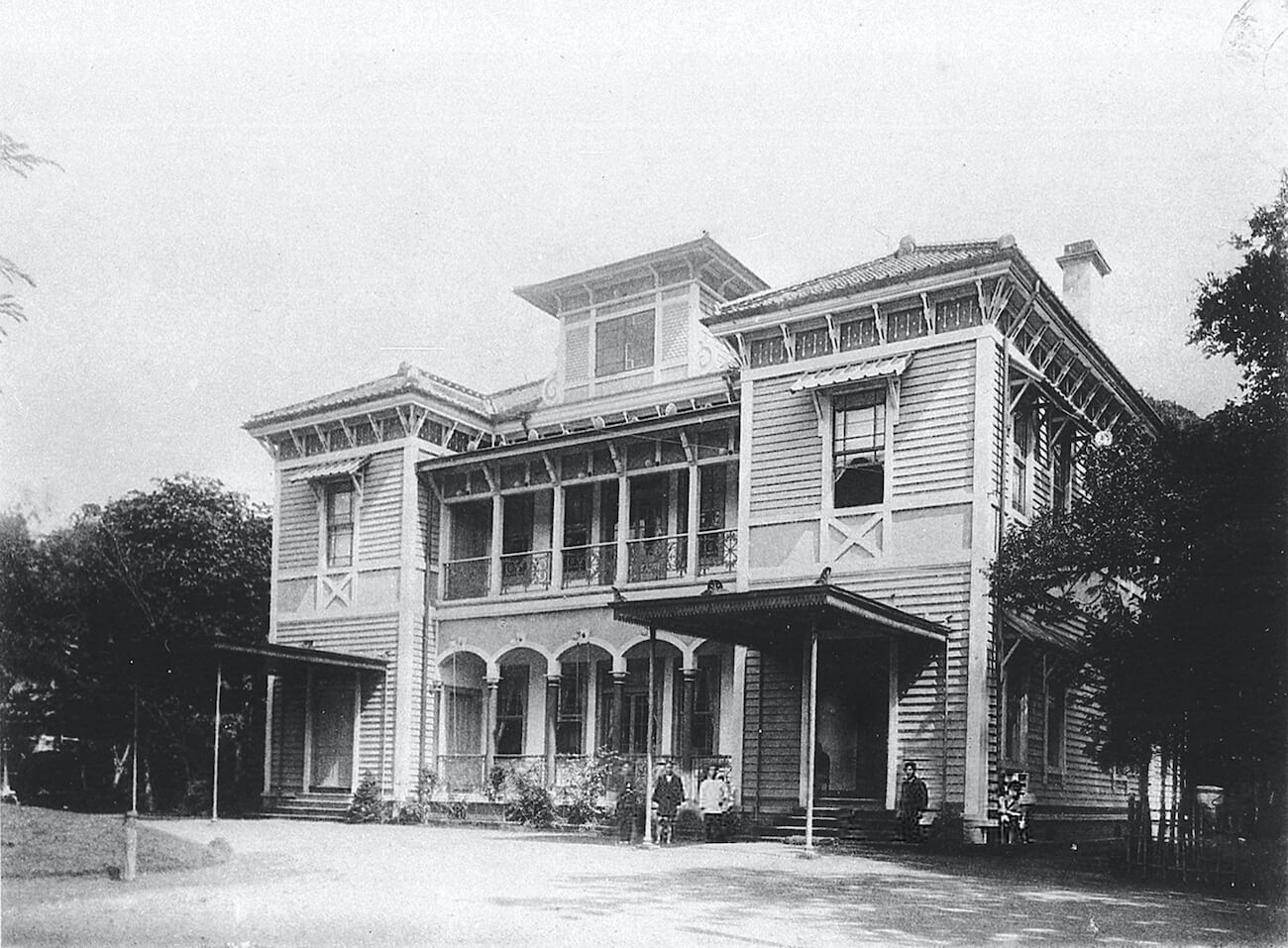
明治期の上野精養軒

- 1872年（明治5年） - 三条実美や岩倉具視の援助により、東京府築地に「西洋館ホテル」創業[3]。
- 1873年（明治6年） - 西洋館ホテル、「精養軒ホテル」と改称（築地精養軒）。
- 1876年（明治9年） - 欧米視察より帰国した岩倉具視の勧めにより、創業者北村重威が上野公園開設に伴い、園内の食事処と社交の場を併せ持つレストランとして支店となる上野精養軒を不忍池畔に開業[3]。
- 1918年（大正7年） - 株式会社精養軒を設立。
- 1920年（大正9年） - 神殿を新設し、結婚式場の先駆となる[3]。
- 1923年（大正12年） - 築地本店が関東大震災による焼失に伴い、上野精養軒が本店機能を果たすようになる[3]。
- 1938年 - 日本食堂株式会社が発足、株式の2割を出資する[4]。
- 1949年（昭和24年） - 精養軒ホテルベーカリー部門が独立（→後の神田精養軒）。
- 1963年（昭和38年）6月25日 - 株式公開。
- 2022年（令和4年）- 創業150周年。
- 2023年（令和5年）
  - 5月19日 - 東京証券取引所スタンダード市場上場廃止[5]。
  - 5月23日 - 株式併合により、株主が福島育英会（精養軒創業者が設立）、根津育英会武蔵学園、根津公一、三井不動産のみとなる[5]。

なお、公式の創業以前の1872年（明治5年）に丸の内馬場先門に店舗を開いているが、開店初日に銀座大火で焼失している。

## 系列店舗

### レストラン
- 上野精養軒・本店　宴会場・結婚式場（台東区上野公園）
- 上野精養軒本店 グリルフクシマ（台東区上野公園）
- 上野精養軒本店 レストラン（洋食）（台東区上野公園）
- 松屋銀座店（中央区銀座、松屋銀座店内）
- 浅草店（台東区花川戸、東京都産業貿易センター台東館内）
- レストラン サロン（台東区上野公園、東京都美術館内）
- レストラン ミューズ（台東区上野公園、東京都美術館内）
- フォレスティーユ精養軒（台東区上野公園、東京文化会館内）
- レストラン ムーセイオン（台東区上野公園、国立科学博物館内）

### 軽食・カフェ
- カフェ ヒビキ（台東区上野公園、東京文化会館内）
- カフェ アート（台東区上野公園、東京都美術館内）
- くじらカフェ（台東区上野公園、国立科学博物館内）

### その他
- 1913年（大正2年）、宮城県宮城郡松島町の「松島パークホテル」（県所有）の運営を開始したが、戦時中に大日本帝国海軍にホテルが接収され営業停止。戦後占領期には進駐軍が使用し、1952年（昭和27年）に返還されたが、ホテル営業には復帰せず仙都国際観光が運営を引き継いだ。1969年（昭和44年）に焼失。
- 1923年（大正12年）、宮城県仙台市東一番丁の弥生軒跡に「仙台精養軒」を開業。1930年（昭和5年）に芭蕉の辻の七十七銀行本店跡に移転し、カフェー部を新設した。1969年（昭和44年）に仙台の老舗酒造の勝山企業に売却した。
- 山梨県南都留郡富士河口湖町の精進湖畔で「精進ホテル」を営業していたが（夏季のみ）、2008年3月に富士急行に売却した 。